# Bundesverband Rettungsdienst
Der Bundesverband Rettungsdienst (BVRD.at) ist ein österreichischer gemeinnütziger Verein, der sich für die Weiterentwicklung eines modernen, qualitativ hochwertigen und patientenorientierten Rettungswesens in Österreich engagiert. Er wurde 2008 in Wien gegründet und hat heute seinen Sitz in Linz.

## Geschichte
2008 gründeten vier Rettungsdienstexperten aus unterschiedlichen Organisationen (Österreichisches Rotes Kreuz, Arbeiter-Samariter-Bund Österreich und Berufsrettung Wien) den Österreichischen Berufsverband für Sanitäter (ÖBS). Ziel war die Interessensvertretung von Sanitätern in Österreich sowie die Verbesserung der präklinischen Versorgung aller dem Rettungsdienst anvertrauten Patienten.
Zur fachlichen Förderung wurden im Laufe der Jahre die international anerkannten Kursformate PHTLS (2008), AMLS (2011), EPC (2015), TECC/TCCC (2018) in Österreich eingeführt und angeboten.
2014 erfolgte ein Relaunch des Vereins als Bundesverband Rettungsdienst (BVRD.at, engl. Austrian Paramedic Association). 
Auf Initiative des BVRD.at wurde ein österreichweiter Preis für besondere Leistungen von Sanitätern ins Leben gerufen. Der Camillo Award wird 2020 erstmals in den Kategorien Rettungssanitäter, Notfallsanitäter, Ausbildner, Polizei/Militär und Sonderpreis vergeben.
2020 wurde gemeinsam mit dem Verlag Elsevier und dem DBRD die Zeitschrift "Elsevier Emergency" als Fachzeitschrift und Vereinsorgan in Österreich eingeführt.

## Organisation
Der BVRD.at ist ein gemeinnütziger Verein. Alle Ämter und Funktionen werden ehrenamtlich ausgeübt. Der Verein hat einen Vorstand (6 Mitglieder) und ein Board (17 Mitglieder). Mit Rettungssanitätern, Notfallsanitätern und Notärzten als Mitglieder aus allen Bundesländern und allen anerkannten Rettungsorganisationen versteht sich der BVRD.at als organisationsübergreifende Plattform. Er ist Interessensvertretung für alle Sanitäter, unabhängig von ihrem Ausbildungsstand, der Art ihrer Tätigkeit oder der Organisation, für die sie tätig sind. 

## Aktivitäten
Der BVRD.at steht inhaltlich auf den drei Säulen fachliche Förderung, organisationsübergreifende Vernetzung und Bewusstseinsbildung für die Anliegen eines modernen, patientenorientierten Rettungsdienstes.
Er ist österreichischer Träger der international anerkannten Kursformate PHTLS, AMLS, EPC und TECC/TCCC. Jährlich werden über 30 2-tägige Kurse und Fortbildungen abgehalten. Darüber hinaus veranstaltet der BVRD.at für seine Mitglieder mehrmals im Jahr sogenannte „Think Tanks“, ein Diskussionsformat, bei dem es um medizinische, berufspolitische und organisatorische Fragestellungen rund um das Rettungswesen in Österreich geht.
Der BVRD.at ist Initiator des Camillo Awards, dem ersten österreichweiten Preis für herausragende Leistungen von Sanitätern in Österreich, unabhängig von ihrem Anstellungsverhältnis oder der Organisation, für die sie tätig sind. 
Der BVRD.at bringt sich aktiv mit Aussendungen und Stellungnahmen in Diskussionen rund um Herausforderungen der präklinischen Notfallversorgung ein. Zu den Forderungen gehören etwa ein einheitliches Register für Sanitäter oder die Anpassung der Ausbildung und Kompetenzen von Notfallsanitätern auf internationale Standards. Dazu bringt sich der Verein regelmäßig bei Diskussionen ein.